# Peter Ritzen

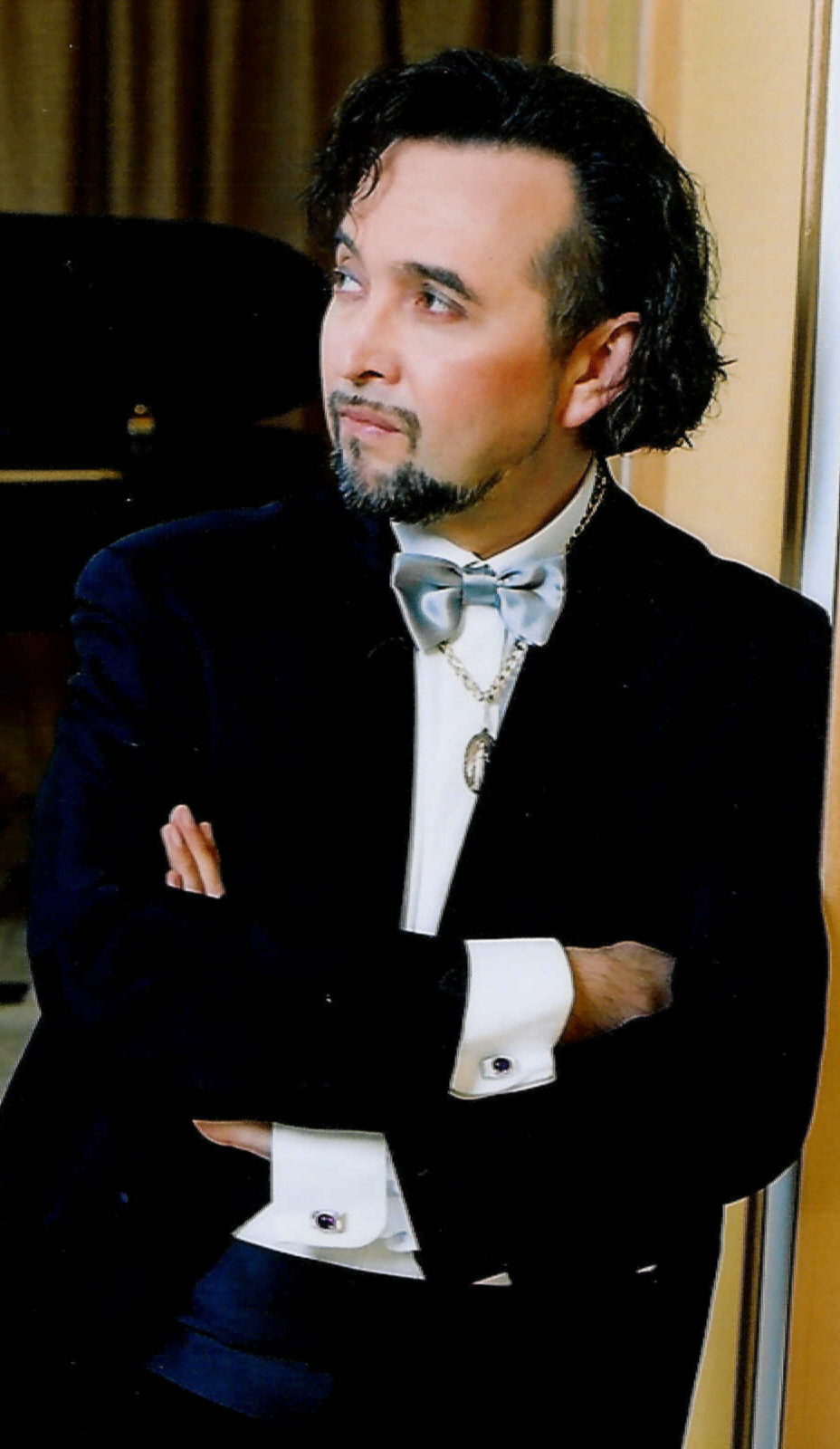
Peter Ritzen

Peter Ritzen (Gent, 21 januari 1956) is een Belgisch pianist, componist en dirigent.

## Leven en werk
Ritzen studeerde piano en kamermuziek aan het voormalige Koninklijk Muziekconservatorium van zijn geboortestad Gent. Hij concerteerde als concertpianist in onder andere Europa, Azië en de Verenigde Staten. Als solist werkte hij wereldwijd samen met diverse grote orkesten en ensembles.
Zijn contact met de Chinese cultuur resulteerde in een repertoire van eigen, op Chinese muziek geïnspireerde, composities. Naast het geven van improvisaties over vrije thema's – gegeven door het publiek in zijn concerten – transcribeerde hij tal van Chinese volksliederen, filmthema's en Weense walsen. Als componist profileerde hij zich in grotere werken zoals zijn Chinese requiem, het pianoconcerto The Last Empress en de symfonie Heavenly Peace (een werk met meer dan 400 uitvoerenden dat in 2005 werd opgevoerd in de National Concert Hall te Taipei).
Naast componist en uitvoerend vertolker is Ritzen ook werkzaam als dirigent. Hij dirigeerde als gastdirigent verschillende orkesten in China en Oostenrijk, onder andere het Beijing Wind Orchestra en het Weense GK Orchester.
In 1991 richtte hij de Internationale Sommerakademie Theodor Leschetizky op aan de Universität für Musik und darstellende Kunst Wien.
In 2000 werd hij artistiek directeur van de International Piano Competition Theodor Leschetizky te Taipei. In 2007 en 2010 was hij te gast in het panel van de VRT voor de Koningin Elisabethwedstrijd voor piano te Brussel.
Van 2011 en 2013 gaf Ritzen talrijke concerten in China en Oostenrijk naar aanleiding van de 200ste verjaardag van Franz Liszt. Sinds februari 2015 is hij muziekdirecteur van het in 2015 in Wenen opgerichte New Cosmos International Music Festival met hoofdzetel in Beijing. Sinds 2016 is hij tevens muziekdirecteur van het Weense ensemble New Cosmos Filharmonisch Orkest. Het orkest is jaarlijks actief tijdens het New Cosmos International Music Festival.
In 2017 werd het symfonisch gedicht Die Wildrose gecreëerd in de Goldener Saal van de Musikverein te Wenen – een compositie van Ritzen voor groot orkest, koren, orgel en solisten, op teksten van de Vlaamse priester-dichter Anton van Wilderode (1918-1998).
In augustus 2018 werd Ritzen president van het Gesellschaft der New Cosmos Freunde in Wien/Vienna New Cosmos Society. Deze vereniging overkoepelt de Internationale Leschetizky Academie (sinds 1992), het New Cosmos International Music Festival en de New Cosmos Philharmoniker.
Op 28 november 2018 werd Ritzen gelauwerd met de decoratie van Officier in de Leopoldsorde. De merite werd hem verleend voor zijn decennialange internationale culturele activiteiten. De decoratie vond plaats in de Belgische ambassade in Peking.
Peter Ritzen werd in juni 2019 aangesteld als intendant van het Leschetizky World Congress tussen 3 en 5 oktober 2019, in de historische stad Bad Ischl in Oostenrijk.

## Composities

### Piano
- Chinese Rapsodie Nr. 1 (1987)
- Chinese Rapsodie Nr. 2 'Dance of the little happy Buddhas' (1989)
- Chinese Rapsodie Nr. 3 'Chinese Market' (1989)
- Sonate voor Piano ('Adamant Variaties') (1991)
- Award Winning Movie Themes (1999), 13 vrije transcripties op beroemde filmthema's
- 4 transcripties op Weense walsen van Johann Strauss, Franz Lehár en Robert Stolz (2008)
- 4 transcripties op Chinese volksliederen (2009)

### Kamermuziek
- 3 Spaanse liederen voor sopraan en klavier op gedichten van Santiago Rupérez-Durá (1989)
- 15 transcripties op Chinese volksliederen voor sopraan en strijkers (1998)
- Pianokwintet in Fa#klein (2006)
- Eyskens Lieder:  Nr. 1-2 voor sopraan, bariton en piano op tekst van Mark Eyskens (2015)
- Eyskens Lieder: 3 liederen voor sopraan en piano op teksten van Mark Eyskens (2016)
- 5 liederen voor sopraan en piano op gedichten (Duits) van Ilse Pauls (2017)

### Pianoconcerto's
- Concerto Nr. 1 'China in the Year of the Dragon (parafrase op de Zuid-Chinese opera A Fantastic Dream in the Garden) (1989)
- Concerto 'The Last Empress' (parafrase op de Chinese opera Last Empress uit 1908) (1994)
- Concerto for Taiwan (2000)

### Orkestwerken
- Chinees requiem voor sopraan, piano, koor, groot orkest en Chinees slagwerk, op een gedicht van Santiago Rupérez Durá (1990-1994)
- Chinese vioolrapsodie (1994)
- Chinees fluitconcerto (1995)
- Symfonisch gedicht Hua Chiao voor sopraan en orkest; libretto: Santiago Rupérez Durá (1997)
- Transcendentale symfonie Heavenly Peace voor orgel, koren, groot orkest, Chinese percussie- en instrumenten en solisten; libretto: Santiago Rupérez Durá (2003)
- Sacraal symfonisch gedicht Finis est infinitus voor sopraan, koor, groot ensemble en percussie; libretto: Peter Ritzen (Hebreeuws en Duits) en Latijn: Salve Regina (2009)
- Symfonisch gedicht Die Wildrose voor koor orgel, solisten en orkest; op naar het Duits vertaalde gedichten van Anton van Wilderode. Gecomponeerd in 2017, Peking.
- Twee orkestliederen: 'Taborstunden' en 'Die Allerseligste Jungfrau Maria von Fatima' voor koor, orgel, strijkers en sopraan op gedichten van Ilse Pauls (Wenen). Gecomponeerd in 2016, Peking.